# Завидів (Володимирський район)
Зави́дів — село в Україні, у Павлівській сільській громаді Володимирського району Волинської області. Населення становить 658 осіб.

## Географія
Селом протікає річка Луга.

## Історія
У 1906 році село Порицької волості Володимир-Волинського повіту Волинської губернії. Відстань від повітового міста 36 верст, від волості 7. Дворів 127, мешканців 677.
До 15 серпня 2016 року — адміністративний центр Завидівської сільської ради Іваничівського району Волинської області.
12 червня 2020 року, відповідно до розпорядження Кабінету Міністрів України № 708-р «Про визначення адміністративних центрів та затвердження територій територіальних громад Волинської області», увійшло до складу Павлівської сільської територіальної громади.
19 липня 2020 року, в результаті адміністративно-територіальної реформи та ліквідації  Іваничівського району, село увійшло до новоутвореного Володимир-Волинського району (від 18 липня 2022 Володимирського).

## Населення
Згідно з переписом УРСР 1989 року чисельність наявного населення села становила 758 осіб, з яких 339 чоловіків та 419 жінок.
За переписом населення України 2001 року в селі мешкало 658 осіб.

### Мова
Розподіл населення за рідною мовою за даними перепису 2001 року:
| Мова       | Відсоток |
| ---------- | -------- |
| українська | 99,54 %  |
| російська  | 0,30 %   |
| білоруська | 0,15 %   |

## Галерея

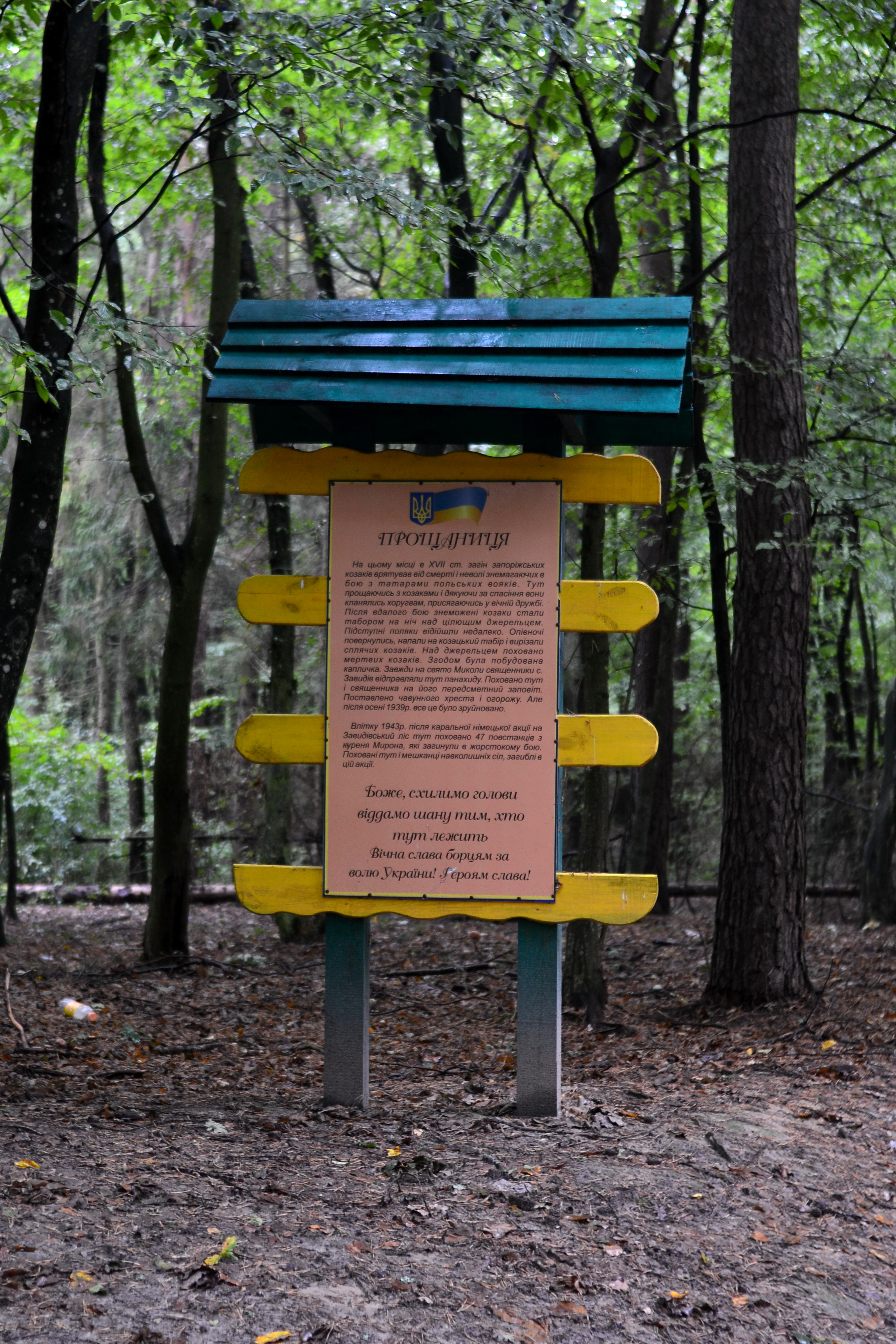
Інформаційна таблиця про урочище «Прощаниця» і братську могилу 48 воїнів УПА
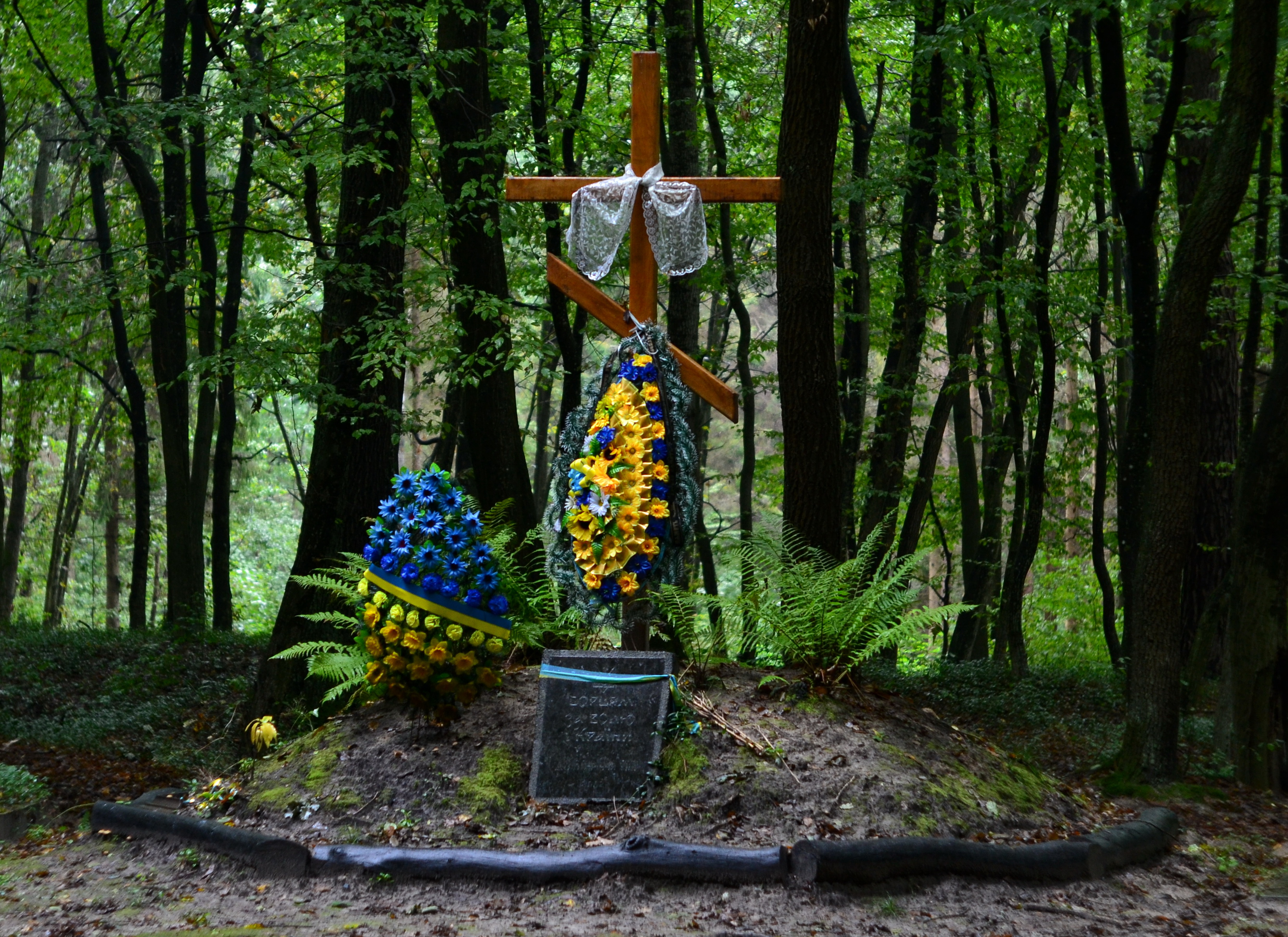
Братська могила 48 воїнів УПА в урочищі Прощаниця
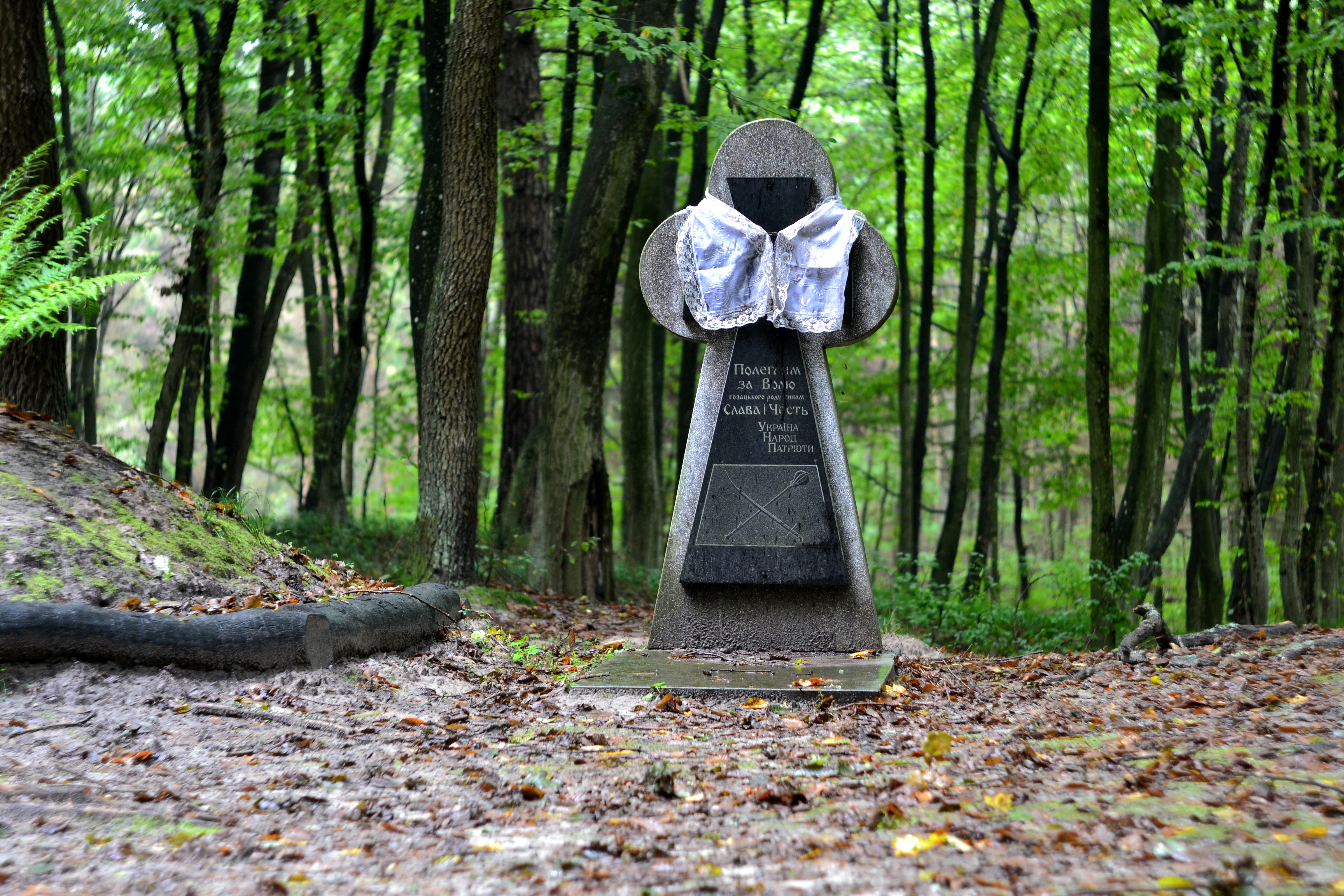
Козацька могила (XVII ст.) в урочищі Прощаниця